# Sinatra & Company
Sinatra & Company (traducido: Sinatra y Compañía) es el quincuagésimo noveno álbum de estudio del cantante estadounidense Frank Sinatra y lanzado en 1971 bajo Reprise Records.
Se pensó originalmente en ser llamado "Sinatra-Jobim", como continuación del aclamado álbum de 1967, Francis Albert Sinatra & Antonio Carlos Jobim. En realidad, las grabaciones con estilo bossa nova eran las pistas originales para ese álbum. Arreglado por Eumir Deodato, una vez que las grabaciones habían sido completadas, el diseño de portada finalizado, y planeado ser lanzado como un LP de 8 pistas, y con el título de "Sinatra-Jobim", y de hecho, brevemente estuvo disponible cuando se tomó la decisión de sacarlo del mercado. La decisión de sacarlo fue debido a que algunos de los álbumes de Sinatra que no pertenecían tanto al paradigma no eran bien recibidos, y las ansiedades llevaron a la creación de un álbum híbrido.
El Lado A de "Sinatra & Company" esta más apegado al estilo bossa nova, mientras que el Lado B está influenciado por el soft rock, presentando un par de canciones de John Denver.
Tres canciones de las grabaciones para Sinatra-Jobim; "Bonita", "Sabiá", y "Off Key (Desafinado)"; no fueron incluidas en Sinatra & Company.  "Sabiá" fue lanzado en EUA como Lado B del sencillo de 45rpm "Lady Day" (Reprise 0970) en 1970, y estuvo acompañando a "Bonita" en la compilación de 1977, Portrait of Sinatra – Forty Songs from the Life of a Man,  y en la compilación de 1979, Sinatra–Jobim Sessions. "Off Key (Desafinado)" no fue lanzado sino hasta su inclusión en el Box-Set The Complete Reprise Studio Recordings en 1995. En 2010 Concord Records publicó Sinatra–Jobim: The Complete Reprise Recordings, una extensiva colección de todos los trabajos en los que participaron juntos Sinatra y Jobim.
"Sinatra & Company" es el último álbum de Sinatra antes de su breve retiro del espectáculo y la interpretación en vivo. Sinatra luego, en 1973, regresaría a la música con el álbum "Ol' Blue Eyes Is Back".

## Lista de canciones
1. "Drinking Water" (Vinicius de Moraes, Antônio Carlos Jobim, Norman Gimbel)  – 2:35
2. "Someone to Light Up My Life" (de Moraes, Jobim, Gene Lees)  – 2:37
3. "Triste" (Jobim)  – 2:40
4. "Don't Ever Go Away (Por Causa de Você) (Ray Gilbert, Dolores Durán, Jobim)  – 2:28
5. "This Happy Madness" (de Moraes, Jobim, Lees)  – 2:57
6. "Wave" (Jobim)  – 3:25
7. "One Note Samba" (Jobim, Newton Mendonça, Jon Hendricks)  – 2:20
8. "I Will Drink the Wine" (Paul Ryan)  – 3:30
9. "(They Long to Be) Close to You" (Burt Bacharach, Hal David)  – 2:34
10. "Sunrise in the Morning" (Ryan)  – 2:50
11. "Bein' Green" (Joe Raposo)  – 3:00
12. "My Sweet Lady" (John Denver)  – 3:01
13. "Leaving on a Jet Plane" (John Denver)  – 2:25
14. "Lady Day" (Bob Gaudio, Jake Holmes)  – 3:41

## Personal
- Frank Sinatra – vocalista
- Antônio Carlos Jobim – guitarra, piano, corista (pistas 1–7)
- Don Costa – arreglista, conductor (pistas 8–14)
- Eumir Deodato – conductor (pistas 1–7)
- Morris Stoloff – conductor (pistas 1–7)
- João Palma - batería
- Claudio Slon - batería
- Ed Thrasher - dirección artística, fotografía